# Ivo Rossi Sief
Ivo Rossi Sief (* 27. November 1949 in Innichen) ist ein italienisch-österreichischer Autor und bildender Künstler. Er lebt und arbeitet zurzeit in Innsbruck und ab und zu in Wien.

## Leben und Werk
Ivo Rossi Sief, mit Ahnen (Väterlicherseits) aus der Berg-Sief-Gegend, in Ur-Ladinien, studierte nach dem Abitur, zunächst Psychologie in Innsbruck sowie Architektur in Venedig.
Das Studium an der Akademie der Bildenden Künste in Wien unter Gustav Peichl, Josef Mikl, Max Weiler, Maximilian Melcher, ein Jahr Universität für angewandte Kunst Wien bei Wilhelm Holzbauer und ein Jahr bei Friedrich Achleitner und die Zusammenarbeit mit Giselbert Hoke sowie die Mentorschaft durch Clemens Holzmeister prägten seinen künstlerischen Weg. Von 1996 bis 2007 erhielt er als Architekt mehrere Bau-Aufträge in Südtirol. Ab 2016 bis 2023, erhält er Literatur-und-Bildende-Kunst-Arbeitsstipendien des Bundeskanzleramts Österreichs sowie des Landes Tirols und des Magistrats der Stadt Innsbruck.

### Projekte
- 1990 Arbeit an den 30 Bildern für das Buch Schloss Prösels: Text- und Bildimpressionen.
- 1997–1998 Projekt Malkunst und Poesie „Quattro mani“ mit dem Schriftsteller Joseph Zoderer
- 2003–2008 Kunst am Bau
- 2009 Oktober, Ankauf und Teilnahme an „Sammellust – Werke aus der Sammlung Finstral“
- 2001 bis 2007 „Repräsentative“ Porträt-Aufträge
- 2013 Werk für Cafe lounge – ART’13 Innsbruck
- 2013 Ausstellung „das Unerträgliche der Wälle“ artroom21, Innsbruck[1]
- 2014 Juni, Triptychon für TILAK, Innsbruck
- 2016 September, Ankauf Land Tirol, Triptycon - Titel: „we the humans“
- 2010 Juni, Klocker Stiftung, Innsbruck/Tirol, Ankauf des Werkes: „Triptychon des Adam“[2]
- 2019 Fertigstellung des Manuskriptes zum Werdung Roman „Granatapfel (1)“ - Erscheinungsdatum: Frühling 2021
- 2020 Klocker Stiftung - Ankauf Diptychon aus der Serie „Ecce Homo-Wir2020“
- 2020 Ab April, Projekt Bilderzyklus:„ecce homo – post coronae2020/21“ - mit Arbeitsstipendien Bundesministerium Kunst, Kultur, Österreich-Abteilung Bildende Kunst, Architektur und Land Tirol, Amt für Kunst und KulturB

- 2021 Anfang März: Erscheinen des Buches „Granatapfel 1“, durch Retina(Raetia)-Verlag in Bozen[3][4][5]
- 2021 Ab Juli, Arbeit am Bilderzyklus „something has broken“: 36 Klein-und-Großformatige Werke zur Thematik Klimawandel, Menschheits-Klima-und-Wirtschaftskrise
- 2022 Jänner, Tirol Kliniken Ankauf von Werken aus der Bilderserie „something has broken“
- 2022 November, Arbeit am PROJEKT: „les chemises blanches“, Bilderzyklus bestehend aus 36 größer-und-kleiner-formatigen Werken zur Thematik "die großen Verschmutzer"
- 2023 seit Juni Arbeit am zweiten Buch, Arbeitstitel: „Reinhard - der Walsche, der Deutsch schreiben kann“ - „Granatapfel 2“_Reinhard mit Zea (Geschichte einer Lebensbegegnung)
- 2024 seit Februar Arbeit am dritten Buch, Arbeitstitel "Eduard(der vom Amt)"
- 2025 am 15. März 2025 Erscheinen des Romanes "Zea und Reinhard gehen baden" im Phänomen Verlag

## Rezension
„In „Granatapfel“ lässt Ivo Rossi Sief tief in die Gedankenwelt einer Künstlerseele blicken“

## Mitgliedschaften
- seit 2016 Mitglied der IG Autorinnen Autoren Wien
- Seit Juli 2022 Mitglied des PEN Club Austria
- Seit 2011 Mitglied der IG Bildende Kunst Wien
- Seit März 2024 Mitglied des Österreichischer Schriftsteller/innenverband
- Seit Juni  2024 Mitglied der SAAV Südtiroler Autorinnen- und Autorenvereinigung (saav.it)

## Auszeichnungen
- 2016–2017-2018 Land Tirol und Magistrat der Stadt Innsbruck - Literatur Arbeitsstipendien
- 2016–2017-2018-2019-2020-2021 und 2022 Arbeitsstipendien Literatur, des Bundeskanzleramtes Österreich, für Buchprojekt „Granatapfel“  Werdungsroman in Bänden
- 2021 Arbeitsstipendium Bundesministeriums für Kunst, Kultur, öffentlichen Dienst und Sport-Österreich-Abteilung Literatur – wegen Arbeit am Manuskript „Reinhard – Granatapfel 3“
- Juli 2021: Literaturstipendium Bundesministerium für Kunst, Kultur Österreich bmkoes, für Arbeit am Manuskript Werdungsroman „Granatapfel 3“
- Jänner 2022: Literaturstipendium Bundesministerium für Kunst, Kultur Österreich bmkoes
- November 2022 Arbeitsstipendium für Projekt „les chemises blanches“ Bundesministerium für Kunst, Kultur Österreich bmkoes
- Jänner - und - Juli 2023 Literaturstipendium Bundesministerium für Kunst, Kultur Österreich bmkoes
- ab Juli 2023 Literaturstipendium Land Tirol - und Land Südtirol für die Arbeit am zweiten Buch, Arbeitstitel: „Reinhard - der Walsche, der Deutsch schreiben kann“ - „Granatapfel 2“_Reinhard mit Zea (Geschichte einer Lebensbegegnung)
- ab März 2024 Arbeitsstipendium Literatur Bundesministerium für Kunst, Kultur Österreich bmkoes
- Jänner 2025 Arbeitsstipendium Literatur Bundesministerium für Kunst, Kultur Österreich bmkoes

## Ausstellungen
- 1981 Ausstellung Galerie Academia, Salzburg
- 1982 Ausstellung Galerie Contact (Kabinett), Wien
- 1984 Ausstellung Tiroler Kunstpavillon, Innsbruck
- 1993 Ausstellung Galerie Maier, Innsbruck
- 1993 Ausstellung mit Lesung Autorengalerie I, München
- 1998 Ausstellung Museum Klausen
- 2002 Ausstellung Italienisches Generalkonsulat/Kulturinstitut München
- 2012 Gemeinschaftsausstellung IG Bildende Kunst Wien/Galerie - Special edition-Hildegard Projekt/Wien
- 2016 Dezember, Ausstellung „we the humans“ - Reindl/Showroom, Innsbruck
- 2017 Gemeinschaftsausstellung November, Galerie Nothburga, Innsbruck[7][8]
- 2023 Gemeinschaftsausstellung "Im März 2020"  im Klocker Museum  der Klocker Stiftung

Ein Werk (oder mehrere Werke) Ivo Rossi Sief’s befinden sich in folgenden Sammlungen:
- Tiroler Landesmuseum Ferdinandeum (Ankauf 1985)
- Kunstsammlung Autonome Region Trentino-Südtirol
- Kunstsammlung Autonome Provinz Bozen – Südtirol
- Kunstsammlung Südtiroler Sparkasse
- Kunstsammlung Finstral
- Kunstsammlung Tirol Kliniken Innsb<ruck
- Kunstsammlung Klocker Stiftung Innsbruck

## Veröffentlichungen
- Projekte "Tagebuchtext (1982-1894)" 1984 und "Schrift-Bilder" mit Bildern von Ivo rossi-Sief und von Joseph Zoderer 1997"[9]
- Schloss Prösels: Text- und Bildimpressionen, zusammen mit Elmar Perkmann. Kuratorium Schloss Prösels und Bildungszentrum<, 1990[10]
- Mitten drin: Bilderbuch mit lyrischen Texten, Verlag Athesia Spectrum, Bozen 2004, ISBN 978-88-87272-79-6
- „Granatapfel“, Retina, Bozen 2021, auf raetia.com, ISBN 978-88-99834-20-3
- "Zea und Reinhard gehen baden", Roman, 15.03.2025 Phänomen Verlag[11]